# Lema de Newman
Na teoria dos sistemas de reescrita, o lema de Newman enuncia que um sistema de redução abstrato noetheriano (ou fortemente normalizante, isto é, um sistena no qual não há cadeias de redução infinitas) é confluente se, e somente se, ele for localmente confluente. Esta propriedade dos sistemas de redução abstratos pode ser utilizada para mostrar a confluência de tais sistemas.
Atualmente o lema é visto como sendo um resultado puramente combinatorial baseado em uma propriedade válida para algumas relações (de serem bem-fundadas), devido a uma prova por indução noetheriana dada por Gérard Huet em 1980. A demonstração original de Newman foi consideravelmente mais complicada.

## Importância
O problema de determinar se um sistema de reescrita de termos é confluente é indecidível, logo o lema é de grande ajuda para responder tal questão. No entanto, para podermos aplicá-lo, necessitamos garantir que o sistema seja terminante ou fortemente normalizante, o que também é um problema indecidível. Existem porém técnicas, para casos especiais, que demonstram a terminação de um sistema.
Verificando que o sistema termina, surge outro problema: como garantir que o sistema seja localmente confluente? Para isso podemos recorrer ao estudo dos pares críticos do sistema de reescrita de termos. Há um resultado segundo o qual um sistema de reescrita de termos é localmente confluente se e somente se todos os pares críticos do sistema forem ligáveis.
Como o sistema é terminante o problema de decidir se dois termos são ligáveis é decidível, logo obtemos uma importante aplicação do lema de Newman: um sistema de reescrita de termos terminante é confluente se e somente se todos os pares críticos do sistema são ligáveis.